# دستور کار (نشست)
دستور کار (به انگلیسی: Agenda) که گاهی با نام‌های دستور جلسه، برنامه جلسه، جدول زمان‌بندی یا تقویم نیز شناخته می‌شود فهرستی از فعالیت‌های یک جلسه است که به ترتیب انجام آن‌ها تنظیم شده است، از آغاز جلسه تا زمانی که پایان جلسه اعلام شود این دستور کار برای پیگیری روندها و کارها به کار گرفته می‌شود. دستور کار معمولاً شامل یک یا چند مورد خاص از مسائل کاری است که باید دربارهٔ آن‌ها اقدام شود. دستور کار ممکن است زمان مشخصی برای یک یا چند فعالیت تعیین کند؛ اما این امر الزامی نیست.

## توضیح
دستور کار شامل موارد کاری است که باید در طول جلسه یا نشست مورد بررسی قرار گیرند. این فهرست ممکن است با عنوان «تقویم» نیز شناخته شود. دستور کار معمولاً با تاریخ، زمان و مکان برگزاری جلسه شروع می‌شود و سپس مجموعه‌ای از نکات را شامل می‌شود که ترتیب اجرای امور را مشخص می‌کنند. مراحل هر دستور کار می‌تواند هر برنامه یا ترتیبی که گروه تمایل دارد دنبال کند را داشته باشد. بر اساس اهداف خاص گروه، دستور جلسات ممکن است اشکال مختلفی داشته باشند و شامل تعداد مختلفی از موارد شوند.
در جلسات کاری یک مجمع مشورتی، موارد دستور کار به عنوان دستورهای روز نیز شناخته می‌شوند. به‌طور ایده‌آل، دستور کار پیش از برگزاری جلسه در اختیار شرکت‌کنندگان قرار می‌گیرد تا از موضوعات مورد بحث مطلع شوند و بتوانند به‌طور مناسب برای جلسه آماده شوند.
توالی موارد دستور کار در کارگاه‌ها اهمیت دارد، زیرا مراحل بعدی ممکن است وابسته به اطلاعات یا تکمیل مراحل قبلی باشند. در جلسات استاندارد، موارد دستور کار ممکن است دارای محدودیت زمانی باشند تا از میزان مشخصی زمان فراتر نروند. اما در کارگاه‌ها، محدودیت زمانی ممکن است عملی نباشد زیرا ضروری است که از تکمیل درست یک بخش مطمئن شویم و سپس به مرحله بعدی برویم. از این رو کارگاه‌ها معمولاً نیاز به دستور کار منعطف‌تری دارند.
داشتن دستور کار در رویه‌های پارلمانی برای یک جلسه پارلمانی الزام‌آور نیست مگر اینکه قوانین مجلس آن را الزام‌آور کند یا اکثریت اعضا در ابتدای جلسه، آن را به عنوان دستور کار تصویب کنند. در غیر این صورت، دستور کار تنها به عنوان نقش غیرالزام‌آور و ارشادی برای رئیس جلسه دارد.
اگر دستور کار برای یک مجمع الزام‌آور باشد و زمانی مشخص برای یک مورد تعیین شده باشد، آن مورد نمی‌تواند قبل از آن زمان مطرح شود و باید دقیقاً در زمان تعیین‌شده مورد بررسی قرار گیرد، حتی اگر امور دیگری در جریان باشد. در صورتی که لازم باشد به گونه‌ای دیگر عمل شود، قوانین می‌توانند برای این منظور تعلیق شوند.

## ترتیب کارها
در آیین‌نامه‌های پارلمانی، دستور کار، همان‌طور که از نام آن پیداست، توالی مواردی است که قرار است در طول یک جلسه مورد بررسی قرار گیرند. این توالی ممکن است یک دستور کار استاندارد یا فهرستی باشد که در دستور کار توسط اعضای مجمع تأیید شده است.

### دستور کار استاندارد
نسخه بازبینی‌شده قوانین رابرت دستور کار استاندارد زیر را ارائه می‌دهد:
1. خواندن و تصویب صورت‌جلسه‌ها[۷]
2. گزارش‌های مدیران، هیئت‌ها و کمیته‌های ثابت[۸]
3. گزارش‌های کمیته‌های ویژه[۹]
4. دستورهای ویژه[۹]
5. امور ناتمام و دستورهای عمومی[۱۰]
6. امور جدید[۱۱]

این دستور کار استاندارد در بیشتر سازمان‌ها برای جلسات مناسب تشخیص داده شده است.
«دستورهای ویژه» و «دستورهای عمومی» به مواردی اشاره دارند که معمولاً از جلسه قبلی به جا مانده‌اند (در این موارد، کلمه «دستور» به معنای «توالی» نیست، بلکه بیشتر شبیه به یک «فرمان» است). معمولاً موارد با تصویب پیشنهاد به تعویق افتادن، به دستورهای ویژه یا عمومی تبدیل می‌شوند. تفاوت این دو دستور در این است که معمولاً یک دستور ویژه می‌تواند در زمان مقرر، کارهای دیگر را قطع کند، در حالی که یک دستور عمومی منتظر می‌ماند تا امور جاری به پایان برسند. برای نمونه فرض کنید پیشنهادی در حال بررسی است و سپس به جلسه بعدی موکول می‌شود. این پیشنهاد موکول‌شده به عنوان یک دستور عمومی برای جلسه بعدی ثبت می‌شود. زمانی که نوبت به «دستورهای عمومی» در دستور کار می‌رسد، بررسی پیشنهاد موکول‌شده از سر گرفته می‌شود.
«امور جدید» بخشی است که معمولاً بیشترین بحث‌ها و تصمیم‌گیری‌های جلسه در آن صورت می‌گیرد. اگر گروهی دستور کار یا ترتیب کار مشخصی را تصویب نکرده باشد، تمام امور آن به عنوان «امور جدید» در نظر گرفته می‌شود.

### عناوین اختیاری
سازمان‌ها ممکن است عناوین اختیاری زیر را در دستور کار خود داشته باشند.
- مراسم افتتاحیه - شامل دعا، سرود ملی، قرائت تعهدنامه، خواندن مأموریت سازمان، تقدیر از شخصیت‌های برجسته، و غیره.[۱۷]
- حضور و غیاب (ثبت حضور افراد)[۱۸]
- بررسی و تصویب دستور کار[۱۹]
- تقویم موافقت - ابزاری که توسط مجامع مشورتی با حجم کاری سنگین برای بررسی گروهی چندین مورد به صورت یک رأی استفاده می‌شود.[۱۸]
- خیر و صلاح امور، رفاه عمومی یا گفتگوی آزاد - برای مطرح کردن موضوعات دیگر توسط شرکت‌کنندگان برای بحث.[۲۰]
- اعلامیه‌ها - شامل مرور نکات کلیدی، بحث دربارهٔ وظایف، برنامه ارتباطات برای اطلاع‌رسانی به افراد غایب در جلسه، و تأیید جلسه بعدی (در صورت وجود).[۲۰]
- برنامه‌های خاص (مانند سخنرانی آموزشی، نمایش فیلم یا حضور مهمان ویژه)[۲۰]

یک دستور کار ممکن است شامل هر یک از موارد بالا باشد.